# Actinochaetopteryx argentifera
Actinochaetopteryx argentifera là một loài ruồi trong họ Tachinidae.